# José Benegas
José Benegas (Buenos Aires, 24 de febrero de 1963) es un abogado, ensayista y periodista argentino especializado en temas filosófico políticos, institucionales y económicos. Es bisnieto de Tiburcio Benegas, fundador de la bodega Trapiche y gobernador de Mendoza.

## Trayectoria
Se graduó en la Universidad de Buenos Aires en 1987 y obtuvo una maestría en Economía y Ciencias Políticas en ESEADE con diploma de honor en el 2005.

## Periodismo
El reconocido libertario participó como columnista en el programa Fuego cruzado de Canal 9 de Buenos Aires, conducido por Marcelo Longobardi. Fue conductor de Sin fronteras, con el cubano-argentino Armando Ribas, Malú Kikuchi y María Zaldívar, en el canal P+E. Produjo y condujo El disidente por P+E y los programas de radio La otra campana de FM San Isidro Labrador, Ambiciones de FM La Isla y Repaso nocturno por AM 1110 Radio de la Ciudad, donde cocondujo El regreso con Gustavo Mura. Fue columnista del programa Buenos muchachos, conducido por Jorge Jacobson y Beto Casella en Radio 10 AM 710.
Participa con columnas y análisis en la cadena de noticias internacional NTN 24 y las radios Actualidad AM 1020 y WQBA-AM (1140) de Miami, Estados Unidos. Ha colaborado con columnas en los diarios La Prensa, Infobae.com, El Guardián, la revista Urgente y el diario La Prensa de Panamá. 
Conduce el programa Esta lengua es mía por FM Identidad 92.1mhz y es corresponsal de la emisora en los Estados Unidos.

## Premios y distinciones
En 2005 fue galardonado con el premio Valiente defensa de la Libertad de la Fundación Atlas. 
Además cuenta con menciones honoríficas en el concurso Caminos de la Libertad (TV Azteca) en sus ediciones III, IV, VI y VII. En la número V obtuvo el segundo premio. 
Es miembro del comité del Interamerican Institute for Democracy con sede en Miami, Florida, y forma parte del Consejo Honorario del Partido Liberal Libertario.

## Libros
- La moral del violador (1997).
- Pensadores de la libertad (Gustavo Lazzari y Martín Simonetta, editores).
- Los desafíos del bicentenario para la libertad (2010).
- Seamos libres, Unión Editorial (2013)
- La moral del violador (segunda edición 2014), Amazon.
- Escandalosa historia de amor (novela, 2013), Amazon.
- No me parece. Los últimos meses de furia (2013), Amazon.
- Sociedades mayoritarias o sociedades por consenso: The Democracy Papers No. 10, Interamerican Institute for Democracy (2014).
- 10 ideas falsas que favorecen al despotismo. Las dictaduras del siglo XXI en las mentes de sus víctimas (2014), Galileiland.
- Hágase tu voluntad. Bajar del cielo para conseguir un cargador de iPhone (2015), Unión Editorial.
- El pasado me vino a buscar (2017), CreateSpace.
- Lo impensable. El curioso caso de liberales mutando al fascismo (2018), CreateSpace.
- MILEI Todas las respuestas a las preguntas que suscita (2024), Deusto